# Ramon Dekkers

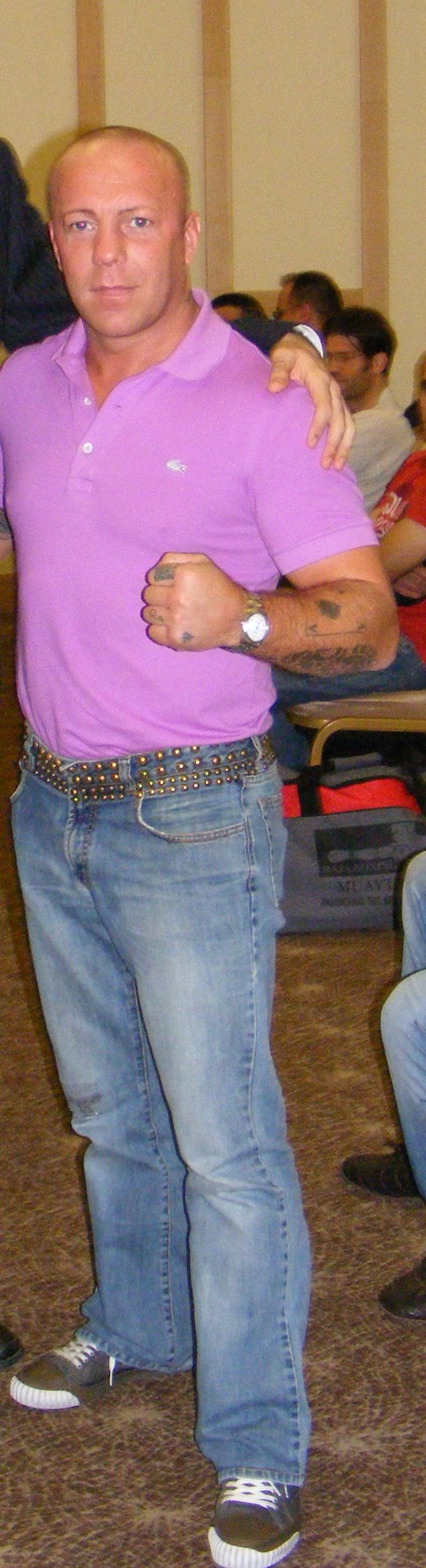
Ramon Dekkers

Ramon Dekkers (* 4. září 1969 – † 27. února 2013, Breda) byl profesionální holandský kickboxer, osminásobný mistr světa v thajském boxu. Byl prvním cizincem, který obdržel v Thajsku prestižní ocenění "Bojovník roku".
Ramon Dekkers byl nadaným bojovníkem s vybroušenou technikou a velmi silnými údery. Za svou kariéru vybojoval celkem obdivuhodných 200 zápasů, z nichž jich 175 vyhrál (90 stylem KO). Vážil 60 kg, měřil 173 cm a soutěžil v lehké váze.